# Stare Pole
Stare Pole (deutsch Altfelde) ist ein Dorf im Powiat Malborski (Marienburg) der polnischen Woiwodschaft Pommern. Es ist Sitz der gleichnamigen Landgemeinde.

## Geographische Lage
Das Dorf liegt im ehemaligen Westpreußen, etwa 12 km ostnordöstlich von Malbork (Marienburg), 18 km südwestlich von Elbląg (Elbing) und 45 km südöstlich von Danzig.

## Geschichte

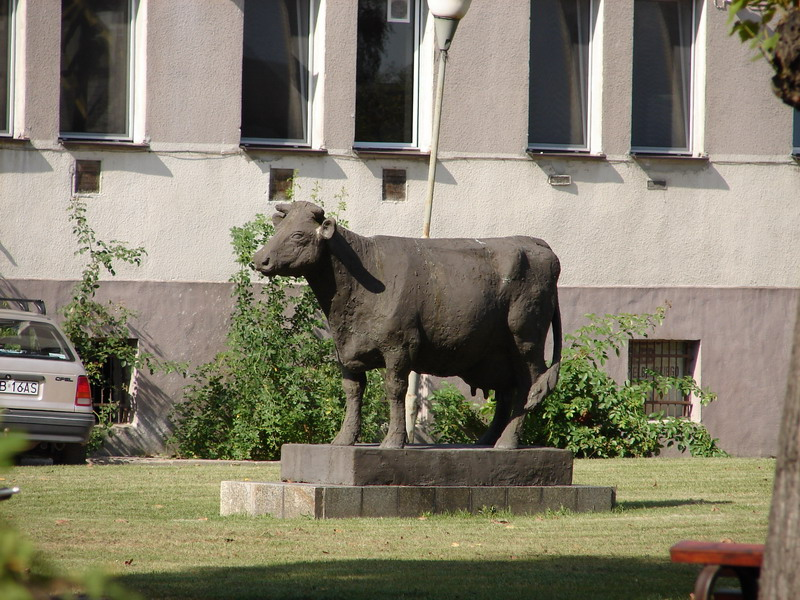
Denkmal im Ortszentrum

Das Bauerndorf Altfelde mit einer evangelischen Pfarrkirche gehörte seit 1818 zum Landkreis Marienburg in Westpreußen (bis 1920 im Regierungsbezirk Danzig der Provinz Westpreußen, von 1920 bis 1939 im Regierungsbezirk Westpreußen der Provinz Ostpreußen  und von 1939 bis 1945 im Regierungsbezirk Marienwerder im  Reichsgau Danzig-Westpreußen).
Nach dem sog. Friedensvertrag von Versailles stimmte die Bevölkerung im Abstimmungsgebiet Marienwerder, zu dem Altfelde gehörte, am 11. Juli 1920 über die weitere staatliche Zugehörigkeit zu Westpreußen (und damit zu Deutschland) oder den Anschluss an die Zweite Polnische Republik Polen ab. In Altfelde stimmten 508 Einwohner für den Verbleib bei Westpreußen, auf Polen entfielen keine Stimmen.
Gegen Ende des Zweiten Weltkriegs wurde die Region im Frühjahr 1945 von der Roten Armee besetzt. Nach Beendigung der Kampfhandlungen wurde Altfelde seitens der sowjetischen Besatzungsmacht zusammen mit der südlichen Hälfte Ostpreußens der Volksrepublik Polen zur Verwaltung überlassen. Soweit die einheimischen Dorfbewohner nicht geflohen waren, wurden sie in der Folgezeit von der polnischen Administration aus Altfelde vertrieben.

### Demographie
| Jahr | Einwohner | Anmerkungen                               |
| ---- | --------- | ----------------------------------------- |
| 1798 | 0250      | davon 101 Evangelische und 149 Katholiken |
| 1816 | 0243      | [ 3 ]                                     |
| 1852 | 0397      | [ 4 ]                                     |
| 1864 | 0432      | am 3. Dezember                            |
| 1871 | 0470      | darunter 250 Evangelische                 |
| 1885 | 0631      | [ 7 ]                                     |
| 1933 | 0960      | [ 7 ]                                     |
| 1939 | 1053      | [ 7 ]                                     |

## Verkehr
Der Bahnhof Stare Pole liegt an der Bahnstrecke Malbork–Braniewo, früher verlief auch die Schmalspurbahn Malbork–Świetliki durch das Dorf und die Gemeinde.

## Gmina Stare Pole
Zur Landgemeinde (gmina wiejska) Stare Pole gehören 12 Dörfer mit einem Schulzenamt.

## Söhne und Töchter der Gemeinde
- Alfred Eisenack (1891–1982), Paläontologe
- Hans Joachim Wiehler (1930–2003), Botaniker und mennonitischer Pastor